# Półkula wschodnia
Półkula wschodnia – część kuli ziemskiej, półkula położona między południkami 0° a 180°, na wschód od tego pierwszego. Obejmuje wszystkie punkty oznaczone długością geograficzną wschodnią, tj. E.
Na tej półkuli położone są kontynenty: Afryka, Europa, Azja i Australia.

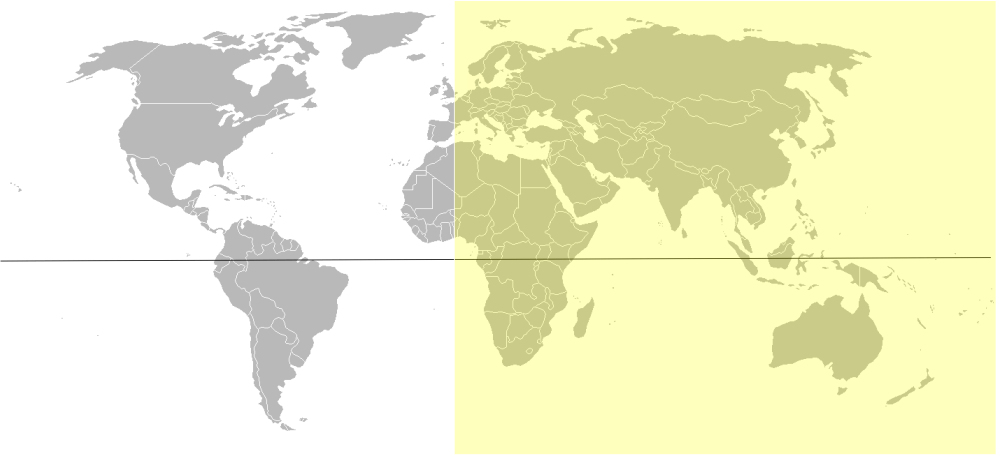
Półkule – wschodnia zaznaczona na żółto (rozwinięcie Merkatora bez Antarktydy)
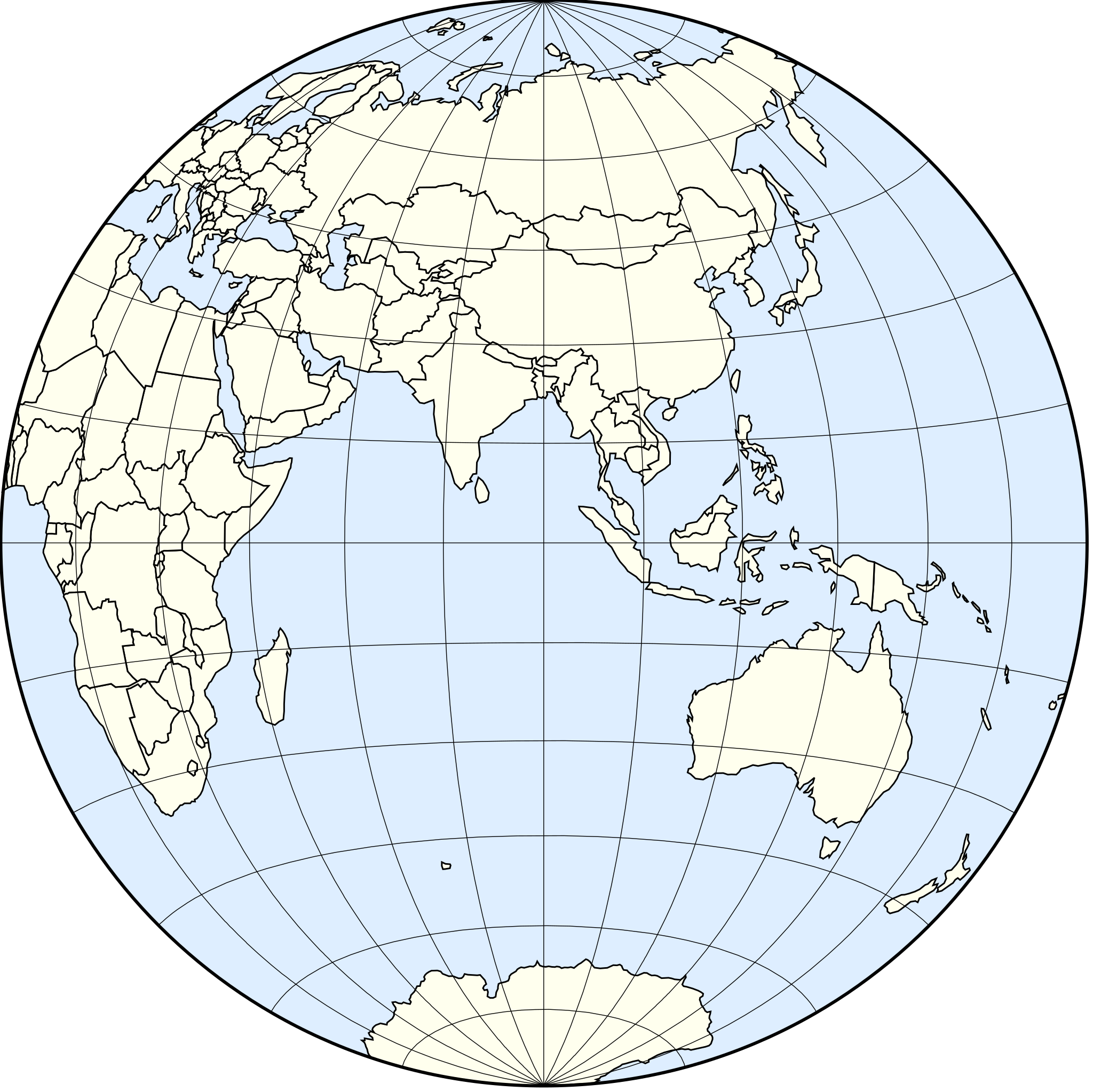
Półkula wschodnia